# Osvaldo Alfredo Reig
Pour les articles homonymes, voir Reig.
Osvaldo Alfredo Reig, né le 14 août 1929 à Buenos Aires et mort le 13 mars 1992, est un paléontologue et herpétologiste argentin.

## Quelques taxons décrits
- Calyptocephalellidae
- Herrerasaurus
- Lepidobatrachus llanensis
- Saurosuchus

## Taxons qui lui sont dédiés
- Ctenomys osvaldoreigi
- Aepeomys reigi

## Référence biographique
- (es) Biographie et bibliographie
- Osvaldo Reig, page 302, et Reig page 338, dans (en) Bo Beolens, Michael Watkins et Michael Grayson, The Eponym Dictionary of Mammals, JHU Press, 2009.  (ISBN 0801895332), 9780801895333